# Cercyon convexiusculus
Cercyon convexiusculus är en skalbaggsart som beskrevs av Stephens 1829. Cercyon convexiusculus ingår i släktet Cercyon och familjen palpbaggar. Arten är reproducerande i Sverige. Inga underarter finns listade i Catalogue of Life.